# Evropski sistem za potovalne informacije in odobritve

Evropski sistem za potovalne informacije in odobritve (ETIAS) je vstopna zahteva, ki jo je Evropska unija uvedla za državljane, ki so izvzeti iz vizumske obveznosti in potujejo v schengensko območje ter Ciper. Sistem ETIAS je podoben drugim elektronskim sistemom za odobritev potovanj, kot je ESTA v Združenih državah, pa tudi sistemom, ki jih izvajajo Avstralija, Kanada in Nova Zelandija, načrtuje pa ga tudi Združeno kraljestvo. Sistem ETIAS naj bi začel delovati leta 2025. Po uvedbi sistema bosta veljala šestmesečno prehodno obdobje in šestmesečno obdobje odloga.

## Zgodovina
Zamisel o elektronskem sistemu za odobritev potovanj je Evropska komisija prvič predlagala leta 2016. Sistem ETIAS je bil formalno vzpostavljen z Uredbo (EU) 2018/1240 Evropskega parlamenta in Sveta z dne 12. septembra 2018.

## Geografsko področje uporabe

### Evropske države, ki zahtevajo potovalno odobritev ETIAS
Potniki, ki so izvzeti iz vizumske obveznosti bodo morali imeti potovalno odobritev ETIAS v 30 evropski državah. To so:
- Avstrija
- Belgija
- Bolgarija
- Hrvaška
- Ciper
- Češka republika
- Danska
- Estonija
- Finska
- Francija
- Nemčija
- Grčija
- Madžarska
- Islandija
- Italija  Latvija
- Lihtenštajn
- Litva
- Luksemburg
- Malta
- Nizozemska
- Norveška
- Poljska
- Portugalska
- Romunija
- Slovaška
- Slovenija
- Španija
- Švedska
- Švica

### Upravičeni državljani
Državljani tretjih držav, ki so izvzete iz vizumske obveznosti, morajo zaprositi za potovalno odobritev ETIAS. To so:
- Albanija
- Antigva in Barbuda
- Argentina
- Avstralija
- Bahami
- Barbados
- Bosna in Hercegovina
- Brazilija
- Brunej
- Kanada
- Čile
- Kolumbija
- Kostarika
- Dominika
- Salvador
- Gruzija
- Grenada
- Gvatemala
- Honduras
- Hongkong
- Izrael
- Japonska
- Kiribati
- Makav
- Malezija
- Marshallovi otoki
- Mauritius
- Mehika
- Mikronezija
- Moldavija
- Črna gora
- Nova Zelandija
- Nikaragva
- Severna Makedonija
- Palau
- Panama
- Paragvaj  Peru
- Sveti Krištof in Nevis
- Sveta Lucija
- Sveti Vincencij in Grenadine
- Samoa Srbija
- Sejšeli
- Singapur  Salomonovi otoki
- Južna Koreja
- Tajvan
- Vzhodni Timor
- Tonga
- Trinidad in Tobago
- Tuvalu
- Ukrajina
- Združeni arabski emirati
- Združeno kraljestvo
- Združene države Amerike
- Urugvaj
- Venezuela
- Salvador

## Vložitev prošnje za potovalno odobritev ETIAS
Potniki, ki so izvzeti iz vizumske obveznosti, morajo izpolniti spletni obrazec za prijavo na uradnem spletnem mestu sistema ETIAS https://travel-europe.europa.eu/etias_en ali v uradni mobilni aplikaciji.
Vložitev prošnje za potovalno odobritev ETIAS stane 7 EUR. Prosilci, ki so mlajši od 18 let ali starejši od 70 let, so tega plačila oproščeni. Plačila pristojbine za potovalno odobritev so oproščeni tudi družinski člani državljanov držav EU ali državljanov tretjih držav, ki imajo pravico do prostega gibanja po Evropski uniji.
Pričakuje se, da bo večina vlog v sitemu ETIAS obdelanih v nekaj minutah. V nekaterih primerih lahko postopek traja do 14 dni, če mora prosilec predložiti dodatne informacije ali dokumentacijo v podporo svoji prošnji, ali do 30 dni, če je povabljen na razgovor.
Potovalna odobritev ETIAS bo vezana na potnikovo potno listino. Velja do tri leta ali do izteka veljavnosti potne listine, ki se uporabi v vlogi, kar nastopi prej. Če potnik dobi novo potno listino, mora pridobiti novo potovalno odobritev ETIAS.
Z veljavno potovalno odobritvijo ETIAS lahko potniki, ki so izvzeti iz vizumske obveznosti, za namene kratkoročnega bivanja (običajno za največ 90 dni v katerem koli obdobju 180 dni) vstopijo na ozemlje 30 evropskih držav tako pogosto, kot želijo. Vendar pa potovalna odobritev vstopa ne zagotavlja. Ob prihodu na mejo bo mejni policist od potnikov zahteval vpogled v potno listino in druge dokumente ter preveril, ali izpolnjujejo pogoje za vstop, opredeljene v zakoniku o schengenskih mejah.
Prosilci bodo imeli pravico do pritožbe, če bo njihova potovalna odobritev ETIAS zavrnjena, preklicana ali razveljavljena. Pritožbe bodo obravnavali ustrezni organi evropskih držav, ki zahtevajo potovalno odobritev ETIAS.
EU je potnike opozorila na neuradna spletna mesta, ki se nanašajo na ETIAS, in navedla, da nekatera od teh spletnih mest sicer vodijo pristna podjetja, druga pa lahko delujejo nepošteno.